# 清井咲希
清井咲希（きよい さき、1999年8月5日 - ）は、日本のタレント、女優、アイドル、歌手。女性アイドルグループたこやきレインボーの元メンバー。大阪府出身。愛称は「さきてぃ」。

## 略歴
2012年、家族で東京に遊びに来ていて、原宿の竹下通りでスターダストプロモーションにスカウトされる。その後、10月21日、たこやきレインボーに途中から加入する。
2014年11月23日、日本青年館で行われた「なにわンダーランド2014」内で堀くるみと2人でユニット「くーちゃん&さきてぃfromたこやきレインボー」を組み、ユニット曲「15のメランコリー」を披露した。
2015年1月7日、日本青年館で行われた「ふじいとヨメの七日間戦争」内のトークショー「俺のイエローサミット」に参加した。その後、8月4日、GIRLS' FACTORY 15 Day2 に、ユニット「チームイエローサミット」として出演している。
2016年2月、テレビドラマ『大阪環状線 ひと駅ごとの愛物語』（関西テレビ）に第7話 - 大阪城公園駅「始発電車が来るまで」に家出少女役で出演。
2017年1月 - 3月、テレビドラマ『大阪環状線 ひと駅ごとの愛物語 Part2』（関西テレビ）の全話に出演、最終回の第10話 - 寺田町駅「駅から歩いて52万5600分」では主演を務めた。また、4月9日に阪神甲子園球場で開催された阪神タイガース対読売ジャイアンツ戦では、始球式に登板して、ノーバン投球を披露した。
2018年10月12日 - 14日、東京・新宿BLAZEにて開催された「10th Anniversary ザ・ミュージカルマン starring エハラマサヒロ」に出演した。また、10月 - 2019年6月には、音楽番組『+ music』（毎日放送）のナレーターを担当。
2019年8月11日、MBSちゃやまちプラザにて開催された「たこ虹セブン清井咲希ナイト」を自らプロデュース。また、11月30日 - 12月2日、大阪・ABCホールにて開催された舞台『はい！丸尾不動産です。～本日、家に化けて出ます～』（全5公演）に出演した。
2020年9月28日放送の『痛快TV スカッとジャパン』（フジテレビ系列）に出演、ショートドラマ「男子生徒をひいきする顧問」でバドミントン部の部長役を演じた。
2021年7月4日から京都放送のテレビ番組『WOW!』（毎週日曜 午前11:30-11:45）にレギュラー出演。
2022年7月、舞台NIGHT HEAD 2041-THE STAGE-にTEAM BLACK・双海翔子 役で出演。

## 人物
兄、姉がいる。また、メンバー内で唯一、実家ではペットを飼っていない。
現メンバーで唯一結成後にたこやきレインボーに加入した清井であるが、加入当時のエピソードをこう語っている。
大阪の魅力は「食べ物がおいしい。粉物は何でも好きです。」。
2017年4月9日に阪神甲子園球場で開催された阪神タイガース対読売ジャイアンツ戦の始球式に登板してノーバン投球を披露したときのインタビューで「野球やってたおじいちゃんが練習に付き合ってくれたから、おじいちゃん孝行できたかな。」と語っている。
趣味は、料理、お菓子作り、読書、海外旅行が好きで、特技は、体が柔らかいことであるまた、読書を好み、主にミステリーを読む。東野圭吾『分身』や、湊かなえ『リバース』など。

## たこやきレインボー関連
- キャッチフレーズは「ハロー！さきてぃー こんにちは〜♪」、イメージカラーは、  黄色（今里イエロー）。
- 正統派担当[9]。
- 先輩のももいろクローバーZの百田夏菜子が好き[10]。
- cookpad Live「うまさ二重マル！たこ虹カフェ」[11]（2021年1月20日 - 5月7日）にレギュラー出演、毎回メンバーの一人と料理をする[12]。
- cookpad Live「うまさ花マル！神虹レストラン」[13]（2021年5月21日 - 10月23日）では店長となり、ゲストメンバーとともに料理修行に励み、1日限定レストランをオープンした。

## 主要なライブ・イベント

### 生誕祭
- 2013年8月3日、あべのキューズモールにて、清井咲希生誕祭を開催。
- 2014年9月7日、千里セルシーにて、清井咲希 生誕祭を開催。
- 2015年8月8日、大阪南港ATC 海辺のステージでの「ミニライブ＆特典会」で、清井咲希生誕祭を開催。
- 2016年8月11日、千里セルシーにて、清井咲希の生誕祭を開催。
- 2017年8月11日、ナレッジシアターにて、清井咲希生誕祭「歌え踊れ騒げ!! 清井咲希の七色夏祭り☆」を開催。
- 2018年8月3日、あべのキューズモールにて、清井咲希生誕祭を開催。
- 2019年8月11日、毎日放送本社1階のMBSちゃやまちプラザ ちゃプラステージにて「たこ虹セブン放課後ナイト特別編～清井咲希ナイト～」（生誕祭）を開催。

## 出演

### テレビ
レギュラー番組 / 冠番組
- テレビドラマ「大阪環状線 ひと駅ごとの愛物語」シリーズ（2016年-、関西テレビ）
  - 第1シリーズ 第7話（2016年2月23日） - 大阪城公園駅 「始発電車が来るまで」に家出少女役で出演。
  - 第2シリーズでは全話（2017年1月17日 - 3月21日）に出演し、最終回の第10話 - 寺田町駅「駅から歩いて52万5600分」では主演を務めた - 美咲 役[14]。
- 音楽番組「+ music」（2018年10月2日 - 2019年6月26日、毎日放送）- ナレーターを担当
- WOW!（2021年7月4日 - 9月26日、KBS京都 毎週日曜 午前11:30-11:45） - おにぎりちゃん[15]

その他の出演番組
- MBS SONG TOWN（2015年6月26日、2016年1月7日、2016年2月25日、2016年8月25日、毎日放送）- 堀くるみと出演
- おはスタ（2018年4月2日-6日、テレビ東京）- 堀くるみとUSJを紹介
- ゴゴスマ -GO GO!Smile!-（2016年8月25日、CBCテレビ）- 根岸可蓮と出演、（2019年2月11日）- 堀くるみと出演
- よ〜いドン！（2019年3月15日・6月3日、関西テレビ）- 堀くるみと出演
- やべっちF.C.（2020年2月9日深夜、テレビ朝日） - コーナー「デジっちが行く！セレッソ大阪編」に堀くるみと出演 公式動画 - YouTube
- 痛快TV スカッとジャパン（2020年9月28日、フジテレビ系列）- ショートドラマ「男子生徒をひいきする顧問」バドミントン部の部長役で出演[3]
- ほのさきちぃへきくちから（2021年6月24日、フジテレビNEXT）
- 禍話（2021年7月11日、朝日放送テレビ）- 下村加奈 役[16][17]
- 関内デビル（2021年8月16日-20日、テレビ神奈川） - 私立恵比寿中学メンバーの代打で出演
- おいしい記憶 きかせてください（2021年8月21日、BSフジ）[18]
- 仮面ライダーリバイス（2022年1月9日 1月16日 2月20日 2月27日、テレビ朝日系列） - 本村香苗 役
- バレ恋〜バレたら終了！推しとお忍びデート〜（2022年3月24日、MBS毎日放送） - ナレーション
- しおこうじ玉井詩織×坂崎幸之助のももいろフォーク村NEXT （第84夜 2018年5月30日、第113夜 2020年10月21日、第120夜 2021年5月26日、第124夜 2021年9月14日、第127夜 2021年12月14日、第132夜 2022年5月10日、フジテレビNEXT）[19]
  - ほのさきちぃ - 秋本帆華・清井咲希・高井千帆からなる3人組ユニット
- THE突破ファイル（2022年5月12日、日本テレビ） - 再現ドラマ

### ラジオ
- 遠藤淳のYou've Got Radio!（2015年8月11日、FM OSAKA） - 堀くるみと出演
- 桜 稲垣早希のアニメ・アイドルバッカ（2015年8月13日、MBSラジオ） - 堀くるみと出演
- Radio Freaks（2016年8月25日、@FM）- 根岸可蓮と出演
- レコメン!（2019年3月4日、文化放送）- 堀くるみと出演
- ミューコミプラス（2019年12月25日深夜、ニッポン放送） - 堀くるみ・根岸可蓮と出演

### イベント
- 俺のイエローサミット（2015年1月7日、日本青年館）
- GIRLS' FACTORY 15 DAY2（2015年8月4日、国立代々木競技場第一体育館）- ユニット「チームイエローサミット」として出演
- GIRLS' FACTORY 16 DAY3（2016年8月1日、国立代々木競技場第一体育館）- ユニット「チームイエローサミット5」として出演
- 坂崎幸之助のももいろちょいデラックス 第75夜（2017年8月14日、Zepp Tokyo）- ユニット「チームイエローサミット6」として出演

### 映画
- 劇場版 山崎一門〜日本統一〜（2022年9月23日公開）[20] - 直美(伊藤の娘)役[21]
- つぎとまります（2024年9月13日公開）- 出雲朱音 役[22]
- eスポーーーーツ!! リアルタイムバトル将棋 EDITION（2024年10月11日公開）-[23]主演・天堂雫 役

### 舞台
- ミュージカル「10th Anniversary ザ・ミュージカルマン starring エハラマサヒロ」（2018年10月12日 - 14日）
- はい！丸尾不動産です。～本日、家に化けて出ます～（2019年11月30日 - 12月2日）[24]
- NIGHT HEAD 2041-THE STAGE-（2022年7月1日 - 10日、シアターGロッソ） - TEAM BLACK・双海翔子 役[25]
- FINAL FANTASY BRAVE EXVIUS 幻影戦争 THE STAGE（2024年2月23日 - 3月3日、ヒューリックホール東京） - ラマダ 役[26]
- 「HUNTER×HUNTER」THE STAGE 3（2025年5月17日 - 25日、天王洲 銀河劇場 / 6月7日 - 15日、SkyシアターMBS） - シズク 役[27]

### 雑誌・書籍・新聞
- B.L.T. 2016年11月号（2016年9月24日、東京ニュース通信社）
- B.L.T. 2017年6月号（2017年4月24日、東京ニュース通信社）
- Top Yell NEO Graduation（2018年3月26日、Top Yell編集部） -  堀くるみと掲載
- 朝日新聞大阪本社版朝刊「2025年大阪万博特集面」（2018年12月4日、朝日新聞社）
- IDOL FILE Vol.17 90's FASHION（2019年11月1日、ロックスエンタテインメント）- 彩木咲良と掲載

### CM
- ユニバーサル・スタジオ・ジャパン
  - マジカル・クリーチャーズ・エンカウンター ～魔法生物との出会い～（2023年2月8日 - ）

### その他
- HaaaaaN zero 清井咲希④（2019年5月29日、HUSTLE PRESS）[28]
- インタビュー「なにわの超逸材・清井咲希が大輪の花を咲かせる日」（2020年7月9日、HUSTLE PRESS）[29]
- J1リーグ 第18節 FC東京 vs. セレッソ大阪（2020年9月23日配信、スポーツナビ） - 松木安太郎、平畠啓史、春名真依と共演
- 琉球風水志シウマのてーげートーク（2022年7月2日、ニコニコ生放送）[30][31]